# ベネット・パーク

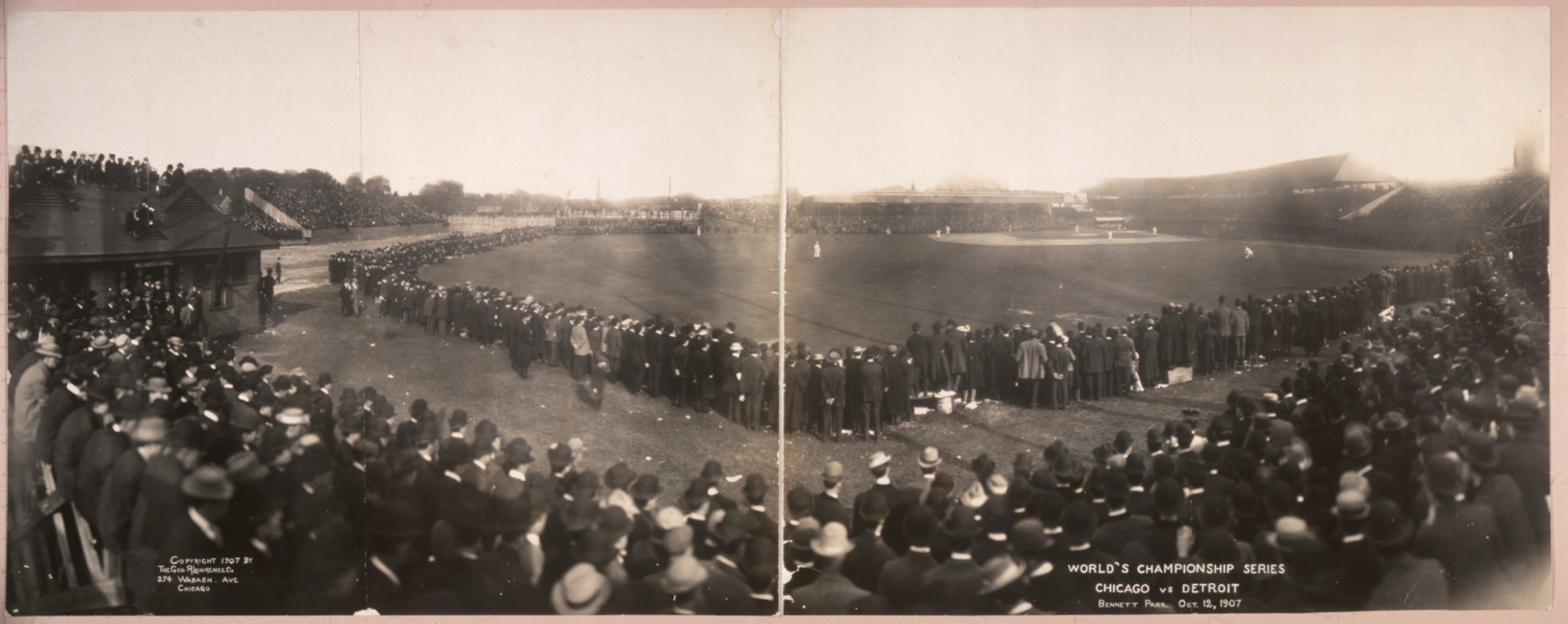
シカゴ・カブス対デトロイト・タイガース(1907年ワールドシリーズ 10月12日)に押しかけた観衆。当時外野にはフェンスは無かった。

ベネット・パーク（Bennett Park）は、アメリカのミシガン州デトロイトにかつて存在した野球場。
1881年から1888年までナショナルリーグのデトロイト・ウルヴァリンズで活躍したチャーリー・ベネット（Charlie Bennett）捕手の名を球場名にした。
1896年4月28日開場。1894年に誕生し、ウエスタンリーグに参加していたデトロイト・タイガースがMLBアメリカン・リーグの球団になって以降もそのままベネット・パークを使用し1896年から1911年まで本拠地にしていた。
木製球場で火事の危険性が高いことから1911年のシーズン終了後に取り壊され、跡地に鉄筋コンクリート製のネビン・フィールド(後のタイガー・スタジアム)が建設された。

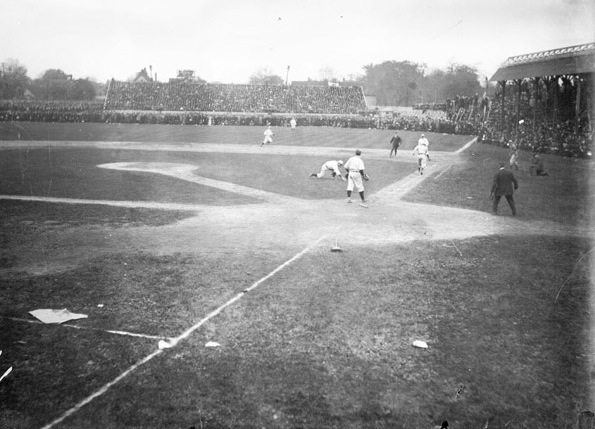
一塁側のゴロを投手が捕球している場面(1907年10月12日)。外野席はあるがその前に立ち見の観客が立っており、フェンスは無い。内野席のスタンドだけであった。

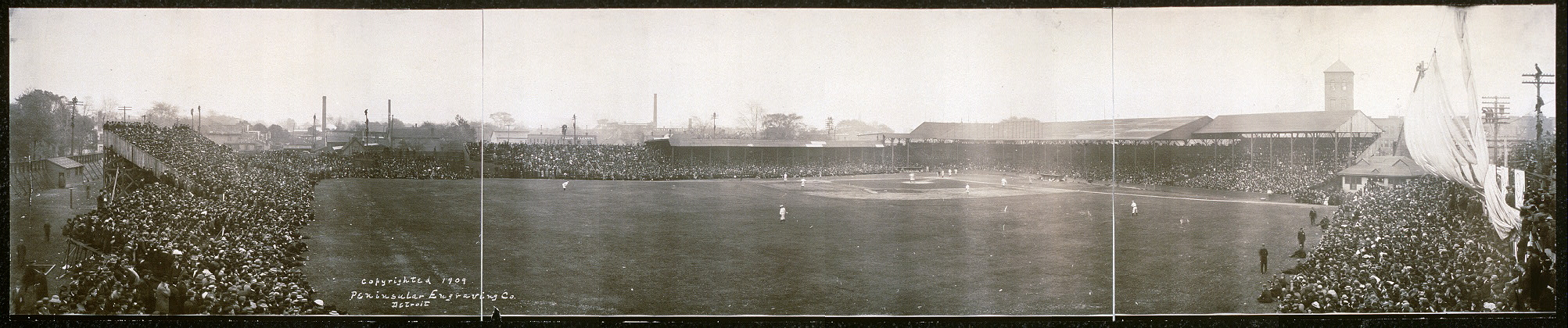
シカゴ・カブス対ピッツバーグ・パイレーツ(1909年のワールドシリーズ　10月11日)この時の観客数は17,036人と記録されている。

| 前本拠地： n/a - | デトロイト・タイガースの本拠地 1896 - 1911 | 次本拠地： タイガー・スタジアム 1912 - 1999 |